# 수미크라스트멧밭쥐
수미크라스트멧밭쥐(Reithrodontomys sumichrasti)는 비단털쥐과에 속하는 설치류의 일종이다. 코스타리카와 엘살바도르, 과테말라, 온두라스, 멕시코, 니카라과, 파나마에서 발견된다.